# بنزیل مرکپتوریک اسید
بنزیل مرکپتوریک اسید (به انگلیسی: Benzylmercapturic acid) با فرمول شیمیایی C۱۲H۱۵NO۳S یک ترکیب شیمیایی با شناسه پاب‌کم ۱۰۷۸۱۶ است. که جرم مولی آن ۲۵۳٫۳۲ g/mol می‌باشد. 